# Ebenis
Ebenis S.A. est une holding familiale française de droit luxembourgeois créée en 2002, contrôlée par l'homme d'affaires messin Bernard Serin et son fils Nicolas Serin. Elle possède 80,65 % du groupe belge d'ingénierie et de maintenance John Cockerill (qui détient également le groupe français Arquus), le Royal Football Club Seraing, ainsi que l'hôtel La Citadelle de Metz.

## Historique
En 2002, l'homme d'affaires français Bernard Serin et l'homme d'affaires belge Pierre Meyers, alors actionnaires indépendants du groupe belge CMI s.a. – aujourd'hui John Cockerill – prennent le contrôle de l'entreprise. Sous leur impulsion, le nom de CMI évolue en Cockerill Maintenance & Ingénierie (2004). CMI connait depuis une croissance forte,. En janvier 2008, CMI acquiert l'entreprise indienne de fabrication d'outils de laminage FPE.
En 2016, Ebenis rachète les parts de Pierre Meyers dans l'actionnariat du Groupe CMI.
Le 19 mai 2020, Ebenis rachète le groupe CDD - La Citadelle au chef étoilé français Christophe Dufossé et son épouse Delphine, alors spécialisé dans la restauration et hôtellerie de luxe. Il comprend le restaurant étoilé La Table de Metz, ainsi que l’hôtel 4 étoiles La Citadelle et 130 salariés,. Le groupe entreprend alors une importante rénovation du bâtiment,.

## Participations
- Groupe John Cockerill
- Royal Football Club Seraing
- Groupe CDD - La Citadelle